# De Witte (roman)
De Witte is een jeugdwerk van Ernest Claes, gebaseerd op de kinder- en bengelstreken van een dorpsjongen uit Zichem en de vaak harde reacties daarop van volwassenen in zijn omgeving. De Witte is het bekendste en populairste werk van Claes. De roman werd pas afgewerkt en uitgegeven in 1920. Hij werd twee keer verfilmd, in 1934 door Jan Vanderheyden (De Witte) en in 1980 door Robbe De Hert onder de titel De Witte van Sichem.
De figuur die Claes koos als type voor zijn verhaal heeft werkelijk bestaan, maar de enkele details uit het echte leven van de echte Witte werden ruimschoots aangevuld met verbeelding, observatie en eigen belevenissen van de schrijver. Dat is ook het geval voor de andere figuren die een rol spelen in het verhaal.
Claes schreef de eerste hoofdstukken al in 1908 voor het besloten gezelschap De Violier, een kleine vriendenkring van literatuurliefhebbers die Claes met enkele medestudenten van de Katholieke Universiteit Leuven had opgericht. Daarna volgden nog enkele voorlezingen ervan in de studentenstad. Pogingen om het verhaal te laten opnemen in De Nieuwe Gids of in Jong Dietschland mislukten. Lodewijk Dosfel, hoofdredacteur van dit laatste tijdschrift, vond enkele passages toch te onkies en ongepast. De volgende hoofdstukken kon Claes wel laten verschijnen in het Leuvense studentenblad Ons Leven, wat hem op een reprimande van de vice-rector kwam te staan.

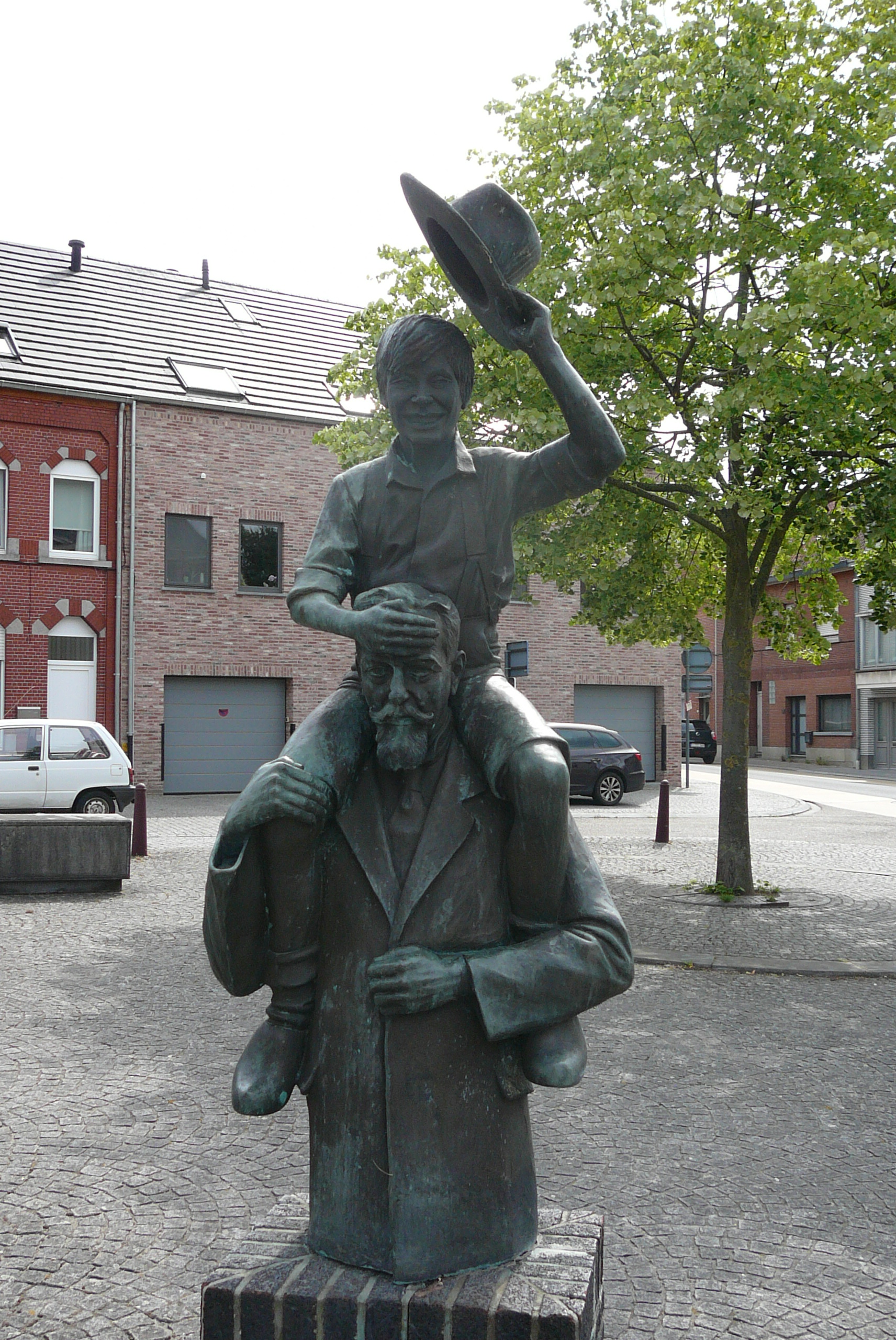
Ernest Claes & De Witte, standbeeld te Scherpenheuvel-Zichem

Vanaf 1911 verschenen het vierde en de volgende hoofdstukken in diverse tijdschriften, zoals Het Land (opgericht in 1911 door Juul Grietens), Dietsche Warande, Groot Nederland en Vlaamsche Arbeid. Tijdens de oorlogsjaren schreef Claes andere verhalen, waaronder enkele oorlogsnovellen. In 1919 hervatte hij het schrijven aan De Witte en schreef nog twee bijkomende hoofdstukken. Het boek werd ten slotte afgewerkt toen Emmanuel de Bom hem in 1919 vroeg of hij de novelle De Witte uit kon brengen in de nieuwe serie Vlaamse Bibliotheek, als onderdeel van de Wereldbibliotheek. Claes schreef toen de laatste vijf hoofdstukken.

Het boek verscheen in december 1920 met 12 pentekeningen van Jos Leonard. De oplage van vijfduizend exemplaren was na enkele maanden uitverkocht.

## Verhaal
Het verhaal speelt zich voor het overgrote deel af in en rondom Zichem begin 1900.  Ludovicus 'Lewie' Verheyden is een jongen van negen jaar. Hij woont bij zijn moeder, vader en twee broers (Heinke en Nis) op een boerderij in Zichem. Zijn moeder klaagt steevast over zowat alles dat in haar opkomt. Zijn vader ziet hij meestal enkel 's middags tijdens het eten. Daarbij komt dat hij Lewie regelmatig slaat voor zijn kattenkwaad. Heinke en Nis kunnen het niet laten om Lewie te pesten.
Lewie gaat, net zoals de meeste andere kinderen uit zijn klas, niet graag naar school. Dat komt door hun strenge meester die graag straf uitdeelt voor het minste wat er gebeurt. Lewie lijkt wel zeer katholiek ingesteld te zijn en kan godslaster niet goedkeuren.
Verder haalt Lewie nogal wat kattenkwaad uit: stelen of aftroggelen van geld bij zijn broers, het pesten van de hond van zijn schoolmeester, het stelen van sigaretten bij winkelier Boon, zich opzettelijk ziek maken door een volledige ui te eten om niet naar school te moeten gaan, het vernielen van vogelnesten, de andere familieleden wijsmaken dat er nog geen zout op de aardappelen is (waardoor deze tot drie keer worden gezouten),... Hij wordt echter bijna altijd betrapt waardoor er alweer een straf volgt. Zijn ergste straf was toen hij naakt naar huis moest lopen omdat hij, tegen verbod van zijn moeder, was gaan zwemmen in de Demer en zijn moeder zijn kleren was komen halen. 
Op een dag vindt hij het boek De leeuw van Vlaanderen en besluit dit te lezen. Hij gaat zo op in het verhaal dat hij zichzelf "de nieuwe leeuw van Vlaanderen" noemt en de Guldensporenslag naspeelt.
Wanneer Lewie dertien jaar is, beslissen zijn ouders dat hij moet gaan werken op het land. Dat wil hij echter niet. Daarom gaat hij zelf op zoek naar werk en start in de drukkerij van de abdij van Averbode.